# 大島康正
大島 康正（おおしま やすまさ、1917年3月2日 - 1989年12月20日）は、日本の倫理学者・評論家。筑波大学名誉教授。

## 来歴
1940年京都帝国大学文学部哲学科卒、助手となり京都学派の一員となる。戦後東京教育大学助教授、教授を経て筑波大学名誉教授、京都産業大学世界問題研究所長を務めた。日本ユネスコ国内委員会調査委員や中央教育審議会委員などを歴任。日本倫理学会常任評議員。

## 人物
三島由紀夫は大島康正について、「きき捨てならぬのは、この大島氏が、高校社会科の指導要領の改定にあづかつて、教育基本法第九条の『公立学校では特定の宗教のための宗教教育をしてはならない』といふ条文から、文部省のしやくし定規に味方して、日本の親鸞も道元も、すつかり追ひ出してしまつて、何ら反省の色も見えぬことである。自分で追ひ出しておいて、日本には思想家がなかつたなどとうそぶいてゐるのは、やつかみの強い進駐軍通訳的性格の人なのだらう」と皮肉をこめて批判した。

## 著書
- 『新しき人間像』（秋田屋） 1948
- 『時代区分の成立根拠』（筑摩書房） 1949
- 『これからの倫理』（至文堂、学生教養新書） 1953
- 『実存倫理の歴史的境位 神人と人神』（創文社） 1956
- 『新しい倫理のために』（創文社） 1956
- 『道徳教育をめぐって』（有信堂、文化新書） 1957
- 『ソビエトの今日と明日 私の旅行体験から』（筑摩書房） 1964
- 『花に思想があるか 整風下の中共探検記』（東都書房） 1966
- 『時代区分の成立根拠・実存倫理』（大橋良介編、燈影舎、京都哲学撰書） 2001.4

### 共編著
- 『道徳』（有斐閣、らいぶらりい・しりいず） 1955
- 『現代の思想』（社会思想研究会出版部、現代教養文庫） 1958
- 『新倫理辞典』（創文社） 1961
- 『倫理学』（有信堂） 1962
- 『中学校道徳時間の展開』第1 - 2（沢田慶輔共編、文教書院） 1964
- 『新しき思索のために』（理想社） 1966
- 『倫理学の展開』（北樹出版、大学教養選書） 1978.4
- 『倫理学の歩み』（有信堂高文社、ニューカレッジブックス） 1982.4